# Folpet
Folpet è il nome commerciale del composto organico con la formula C6H4(CO)2NSCCl3. È un fungicida derivato da ftalimmide (C6H4(CO)2N-) e triclorometilsolfonile cloruro. È un prodotto fitosanitario multisito aspecifico appartenente ai Tioftalimmidi usato molto in viticoltura poiché è efficace contro la peronospora, la muffa grigia, l'escoriosi e il Black Rot.
Il Folpet inibisce la divisione cellulare e la germinazione dei propaguli inattivando diversi enzimi e proteine cellulari, inoltre inibisce la respirazione cellulare dei patogeni con induzione di stress ossidativi. Non è fitotossico per la vite, ma è tossico per gli organismi acquatici e per i lieviti Saccharomyces (i residui di Folpet nell'uva ostacolano la fermentazione). È sospetto cancerogeno nell'uomo.